# Tressange
Tressange (fràncic lorenès Triesséng) és un municipi francès situat al departament del Mosel·la i a la regió del Gran Est. L'any 2007 tenia 1.955 habitants.

## Demografia

### Població
El 2007 la població de fet de Tressange era de 1.955 persones. Hi havia 751 famílies, de les quals 151 eren unipersonals (60 homes vivint sols i 91 dones vivint soles), 262 parelles sense fills, 290 parelles amb fills i 48 famílies monoparentals amb fills.
La població ha evolucionat segons el següent gràfic:
Habitants censats

### Habitatges
El 2007 hi havia 780 habitatges, 761 eren l'habitatge principal de la família i 19 estaven desocupats. 725 eren cases i 51 eren apartaments. Dels 761 habitatges principals, 627 estaven ocupats pels seus propietaris, 111 estaven llogats i ocupats pels llogaters i 23 estaven cedits a títol gratuït; 3 tenien una cambra, 11 en tenien dues, 84 en tenien tres, 169 en tenien quatre i 494 en tenien cinc o més. 628 habitatges disposaven pel capbaix d'una plaça de pàrquing. A 308 habitatges hi havia un automòbil i a 380 n'hi havia dos o més.

### Piràmide de població
La piràmide de població per edats i sexe el 2009 era:
| Homes | Edats   | Dones |
| ----- | ------- | ----- |
| 0     | 95 o +  | 0     |
| 0     | 90 a 94 | 4     |
| 0     | 85 a 89 | 8     |
| 4     | 80 a 84 | 4     |
| 20    | 75 a 79 | 24    |
| 44    | 70 a 74 | 44    |
| 52    | 65 a 69 | 64    |
| 40    | 60 a 64 | 68    |
| 44    | 55 a 59 | 36    |
| 60    | 50 a 54 | 48    |
| 72    | 45 a 49 | 100   |
| 72    | 40 a 44 | 60    |
| 104   | 35 a 39 | 100   |
| 56    | 30 a 34 | 80    |
| 64    | 25 a 29 | 84    |
| 40    | 20 a 24 | 24    |
| 64    | 15 a 19 | 88    |
| 72    | 10 a 14 | 80    |
| 56    | 5 a 9   | 100   |
| 44    | 0 a 4   | 48    |

## Economia
El 2007 la població en edat de treballar era de 1.311 persones, 881 eren actives i 430 eren inactives. De les 881 persones actives 785 estaven ocupades (446 homes i 339 dones) i 96 estaven aturades (50 homes i 46 dones). De les 430 persones inactives 127 estaven jubilades, 114 estaven estudiant i 189 estaven classificades com a «altres inactius».

### Ingressos
El 2009 a Tressange hi havia 734 unitats fiscals que integraven 1.865 persones, la mediana anual d'ingressos fiscals per persona era de 18.345 €.

### Activitats econòmiques
Dels 36 establiments que hi havia el 2007, 3 eren d'empreses alimentàries, 1 d'una empresa de fabricació d'elements pel transport, 3 d'empreses de fabricació d'altres productes industrials, 4 d'empreses de construcció, 10 d'empreses de comerç i reparació d'automòbils, 1 d'una empresa de transport, 3 d'empreses d'hostatgeria i restauració, 1 d'una empresa d'informació i comunicació, 1 d'una empresa financera, 1 d'una empresa immobiliària, 2 d'empreses de serveis, 3 d'entitats de l'administració pública i 3 d'empreses classificades com a «altres activitats de serveis».
Dels 11 establiments de servei als particulars que hi havia el 2009, 2 eren tallers de reparació d'automòbils i de material agrícola, 1 paleta, 2 guixaires pintors, 1 fusteria, 3 perruqueries i 2 restaurants.
Dels 6 establiments comercials que hi havia el 2009, 1 era una botiga de més de 120 m², 2 fleques, 1 una fleca, 1 una botiga de material de revestiment de parets i terra i 1 una joieria.
L'any 2000 a Tressange hi havia 3 explotacions agrícoles.

## Equipaments sanitaris i escolars
L'únic equipament sanitari que hi havia el 2009 era un centre de salut.
El 2009 hi havia 2 escoles elementals.

## Poblacions més properes
El següent diagrama mostra les poblacions més properes.